# Junior Livramento
Junior Livramento (Rotterdam, 12 december 1987) is een voormalig profvoetballer. Hij heeft zowel de Nederlandse als de Portugese en Kaapverdische nationaliteit.

## Carrière
Livramento is een speler die als linkerverdediger en als middenvelder uit de voeten kan. In de jeugd kwam hij uit voor Sparta Rotterdam. Daarna vertrok hij naar FC Dordrecht. Aan het begin van het seizoen 2004/2005 werd hij toegevoegd aan de eerste selectie en dat seizoen maakte hij op 17-jarige leeftijd zijn debuut in het betaalde voetbal.
In de zomer van 2006 verhuisde Livramento naar Willem II, om daar voor het beloftenelftal te gaan spelen. In 2008 liep hij een zware beenbreuk, maar na een revalidatie mocht hij in de voorbereiding op het seizoen 2009/2010 aansluiten bij het eerste elftal. Hij kwam in diverse oefenduels in actie, waaronder tegen het Brabants Dagblad Klasbakkenteam en op het Maritiem Toernooi in Den Helder. Meestal speelde hij als linkerverdediger. In de eerste wedstrijd van het seizoen, thuis tegen Vitesse (3-1), maakte hij zijn debuut als vervanger van Saïd Boutahar. In de uitwedstrijd tegen Sparta Rotterdam was hij voor het eerst basisspeler.